# كومنتري
كومنتري، (بالفرنسية: Comentriac)‏، هي بلدية في أليي في وسط فرنسا. تقع على بعد 42 ميل (68 كم) جنوب غرب مولان، في وادي الأوي. تقع على بعد 8 كم من أحد المراكز الجغرافية في فرنسا. وُلدت الممثلة السينمائية إيفون روزيل (1900-1985) في كومنتري.